# PNC Bank Building
PNC Bank Building (známý také jako PNC Bank Center) je mrakodrap v pensylvánském městě Filadelfie. Má 41 pater a výšku 150 metru, je tak 14. nejvyšší ve městě. Byl dokončen v roce 1983 podle návrhu architektonické firmy Skidmore, Owings and Merrill.